# José Luis Lacunza Maestrojuán
José Luis kardinál Lacunza Maestrojuán OAR (* 24. února 1944, Pamplona) je panamský římskokatolický kněz pocházející ze Španělska a biskup diecéze David.

## Život
Vstoupil do Řádu augustiniánů rekoletů v provincii Nuestra Señora de la Consolación. Prve studoval v Menším semináři augustinánských otců svatého Josefa v Artiedě, pak navštěvoval kurzy filosofie v Zaragoze. Teologii studoval ve Větším augustiniánském semináři Nuestra Señora de la Consolació v Pamploně. Doživotní sliby složil 16. září 1967. Na kněze byl vysvěcen 13. července 1969. Asi o dva roky později byl poslán do Ciudad de Panamá, kde byl rektorem Colego San Agustín a poté Universidad Católica Santa María La Antigua. Půsoil také jako předseda Federace katolických škol.
Dne 30. prosince 1985 jej papež Jan Pavel II. jmenoval pomocným biskupem arcidiecéze Panamá a titulárním biskupem z Parthenie. Biskupské svěcení přijal 18. ledna 1986 z rukou arcibiskupa José Sebastiána Laboa Gallega a spolusvětiteli byli arcibiskup Marcos Gregorio McGrath a biskup José Agustín Ganuza García. Tuto funkci vykonával do 29. října 1994, kdy byl ustanoven biskupem Chitré.
Dne 2. července 1999 byl jmenován biskupem diecéze David. Působil jako předseda panamské biskupské konference.
Dne 14. února 2015 jej papež František na konzistoři jmenoval kardinálem s titulem kardinál-kněz ze San Giuseppe da Copertino.